# Жарнак
Жарна́к (фр. Jarnac) — муніципалітет у Франції, у регіоні Нова Аквітанія, департамент Шаранта. Населення — 4470 осіб (01.01.2021).
Муніципалітет розташований на відстані близько 410 км на південний захід від Парижа, 110 км на південь від Пуатьє, 27 км на захід від Ангулема.

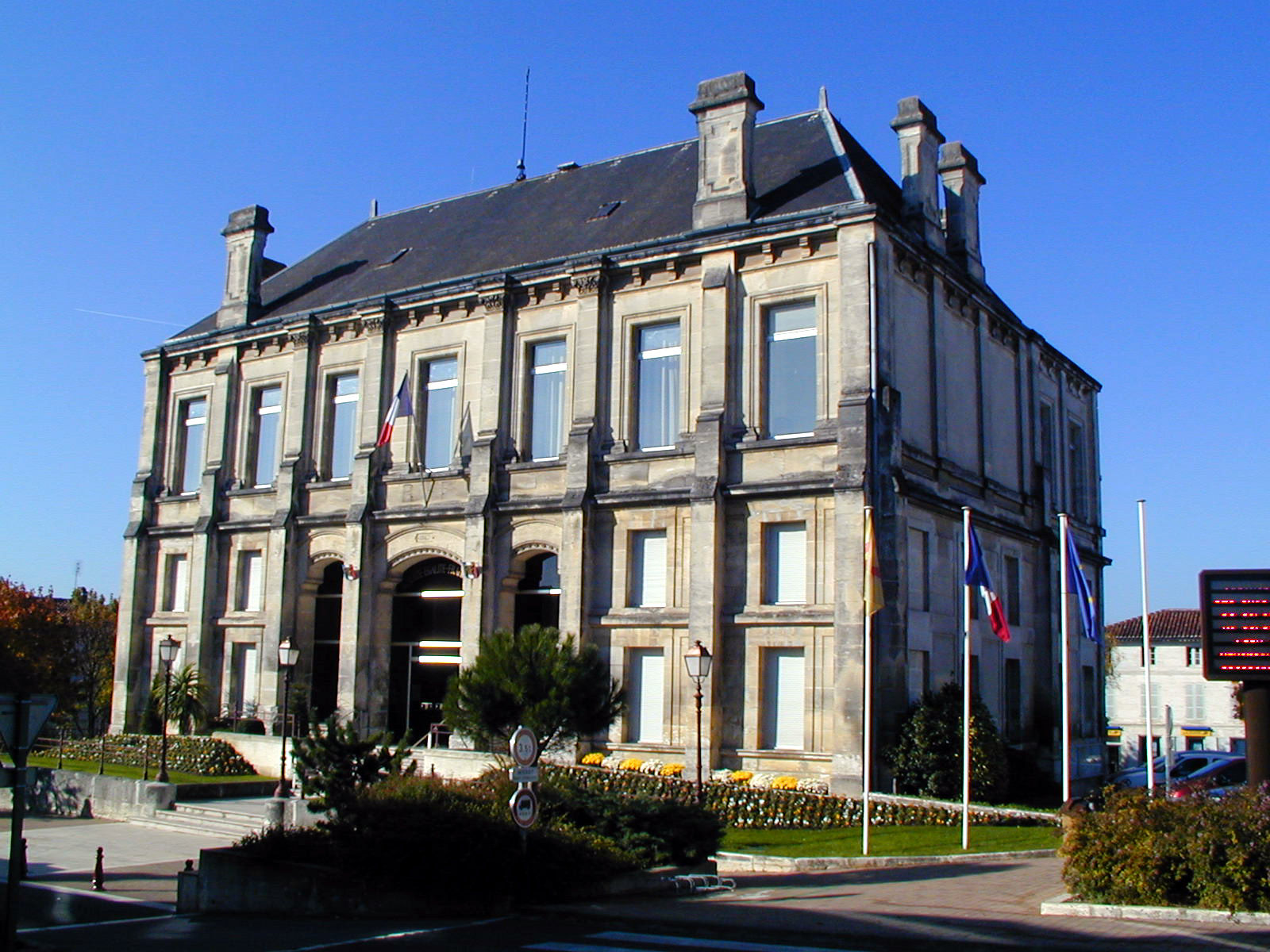

## Демографія
Динаміка населення (INSEE і Cassini ):
Розподіл населення за віком та статтю (2006):
| Стать | Всього | До 15 років | 15-24 | 25-44 | 45-64 | 65-85 | Понад 85 |
| --- | ------ | ----------- | ----- | ----- | ----- | ----- | -------- |
| Чоловіки | 2051   | 343         | 185   | 488   | 572   | 423   | 40       |
| Жінки | 2442   | 355         | 197   | 492   | 652   | 604   | 142      |
| \| Статево-вікова піраміда \| Статево-вікова піраміда \| Статево-вікова піраміда \| \| ----------------------- \| ----------------------- \| ----------------------- \| \| Чоловіки \| Вік \| Жінки \| \| 40 \| 85 + \| 142 \| \| 76 \| 80-84 \| 121 \| \| 109 \| 75-79 \| 169 \| \| 149 \| 70-74 \| 161 \| \| 89 \| 65-69 \| 153 \| \| 133 \| 60-64 \| 109 \| \| 165 \| 55-59 \| 169 \| \| 157 \| 50-54 \| 213 \| \| 117 \| 45-49 \| 161 \| \| 189 \| 40-44 \| 145 \| \| 101 \| 35-39 \| 125 \| \| 101 \| 30-34 \| 121 \| \| 97 \| 25-29 \| 101 \| \| 84 \| 20-24 \| 97 \| \| 101 \| 15-20 \| 100 \| \| 141 \| 10-14 \| 149 \| \| 101 \| 5-9 \| 113 \| \| 101 \| 0-4 \| 93 \| |        |             |       |       |       |       |          |
| Статево-вікова піраміда |        |             |       |       |       |       |          |
| Чоловіки | Вік    | Жінки       |       |       |       |       |          |
| 40 | 85 +   | 142         |       |       |       |       |          |
| 76 | 80-84  | 121         |       |       |       |       |          |
| 109 | 75-79  | 169         |       |       |       |       |          |
| 149 | 70-74  | 161         |       |       |       |       |          |
| 89 | 65-69  | 153         |       |       |       |       |          |
| 133 | 60-64  | 109         |       |       |       |       |          |
| 165 | 55-59  | 169         |       |       |       |       |          |
| 157 | 50-54  | 213         |       |       |       |       |          |
| 117 | 45-49  | 161         |       |       |       |       |          |
| 189 | 40-44  | 145         |       |       |       |       |          |
| 101 | 35-39  | 125         |       |       |       |       |          |
| 101 | 30-34  | 121         |       |       |       |       |          |
| 97 | 25-29  | 101         |       |       |       |       |          |
| 84 | 20-24  | 97          |       |       |       |       |          |
| 101 | 15-20  | 100         |       |       |       |       |          |
| 141 | 10-14  | 149         |       |       |       |       |          |
| 101 | 5-9    | 113         |       |       |       |       |          |
| 101 | 0-4    | 93          |       |       |       |       |          |

## Економіка
2010 року серед 2541 особи працездатного віку (15—64 років) 1872 були активними, 669 — неактивними (показник активності 73,7%, у 1999 році було 72,3%). З 1872 активних мешканців працювало 1595 осіб (797 чоловіків та 798 жінок), безробітними було 277 (128 чоловіків та 149 жінок). Серед 669 неактивних 169 осіб було учнями чи студентами, 282 — пенсіонерами, 218 були неактивними з інших причин.

У 2010 році в муніципалітеті числилось 2156 оподаткованих домогосподарств, у яких проживали 4269,0 особи, медіана доходів виносила 17 266 євро на одного особоспоживача
Основою економіки є сільське господарство і виробництво алкогольної продукції та металоконструкцій. Місто розташовується на березі річки Шаранта і лежить на межі трьох коньячних районів за походженням: Grande Champagne (укр. Ґранд Шампань), Petite Champagne (укр. Петіт Шампань) та Fins Bois (укр. Фін Буа). Територіально місто приписане до району Фін Буа. Близько 620 га є землями сільськогосподарського призначення, у тому числі, 275 га з них займають виноградники. У місті розташовуються 5 відомих коньячних домів і ряд дрібних виробників кріплених вин Pineau-des-charentes (укр. Піно-де-Шаранта) та коньяків:
- Courvoisier[fr];[7]
- Louis Royer[fr];[8]
- Thomas Hine & Co;[9]
- Delamain & Co[fr];[10]
- Braastad [Архівовано 17 квітня 2019 у Wayback Machine.].